# ニューオーリンズ・セインツ
ニューオーリンズ・セインツ（英語: New Orleans Saints、略称: NO）は、アメリカ合衆国ルイジアナ州ニューオーリンズに本拠地をおくNFLチーム。NFC南地区に所属している。第44回スーパーボウルで優勝している。ホームスタジアムはシーザーズ・スーパードーム。本部と練習施設は、同じルイジアナ州のメテリーに位置している。

## 概要
1967年にエクスパンションチームとして加入した。1970年のNFLとAFLの統合後、NFC西地区に所属した。チームは創設以来長期低迷し、1978年まで12年連続負け越し、1979年、1983年と8勝8敗になったが勝ち越したシーズンは1987年までなかった。1987年から1992年までに4回プレーオフに進出したがプレーオフでの勝ち星はなかった。この間1991年に初めて地区優勝を果たした。2000年シーズン、プレーオフ5回目の出場で前年のスーパーボウルチャンピオンのセントルイス・ラムズを破りプレーオフ初勝利をあげた。2006年にはNFCチャンピオンシップゲームに進出したがシカゴ・ベアーズに14-39で敗れスーパーボウル出場を逃した。2009年のNFCチャンピオンシップでミネソタ・バイキングスに勝ち初のスーパーボウル進出を果たした。
1967年から1974年まではチュレーン・スタジアム、1975年からシーザーズ・スーパードームを本拠地としている。
2005年はハリケーン・カトリーナによるスーパードームの損傷の為、暫定的にタイガースタジアム（ルイジアナ州バトンルージュ・4試合）とアラモドーム（テキサス州サンアントニオ・3試合）、ジャイアンツ・スタジアム（ニュージャージー州イーストラザフォード・1試合）を使用して、公式戦を行った。スタジアムの改修には1億8500万ドルがかけられて2006年から再びスーパードームを本拠地とした。

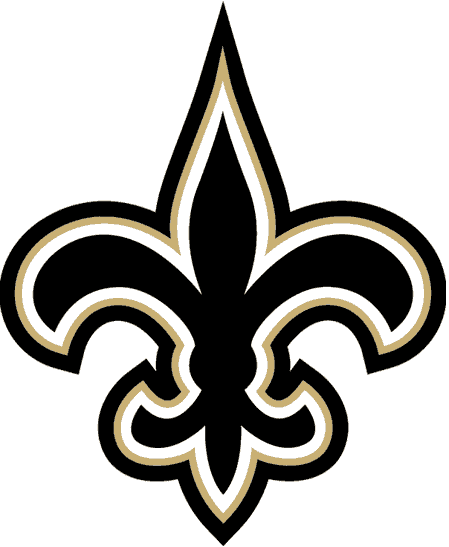
セインツのシンボルであるフルー・ド・リス

チーム設立が承認された11月1日が諸聖人の日であることからチーム名はセインツとつけられた。ロゴマークのフルール・ド・リス（フランス国王の紋章）は、ルイジアナ州がかつてフランス植民地だったことにちなみ、ニューオーリンズ市の紋章でもあるマークがそのまま採用された。マイナーな変更を除き、1967年に採用されたものを一貫して使用し続けている。
チーム創設から1974年まで、ユニフォームの白と黒を逆にして、ホーム用を白、ビジター用を黒にしていた。
トランペッターのアル・ハート（パートオーナーでもあった）はジャズ曲『聖者が街にやってくる』（"When The Saints Go Marchin' In"）をオフィシャルソングとした。

## 歴史

### 1970年代まで
1966年11月1日、NFLコミッショナーのピート・ロゼールによって新球団として承認されたことが発表され、1967年に創設された。
1967年、ロサンゼルス・ラムズとのチュレーン・スタジアムで行われた開幕戦でジョン・ギリアムが92ヤードのキックオフリターンTDを決めたが13-27で敗れた。この年チームは3勝11敗に終わった。エクスパンションチームが3勝をあげたのはこの当時のNFL記録であった。
1970年のNFLとAFLの統合を経て（当初NFC西地区に所属）1986年まで20年間地区優勝はおろかプレーオフ出場さえなかった。1979年まで地区2位にさえなることはなかった。その中、QBのアーチー・マニングはプロボウルにも選出された。1979年、1983年とチームは勝率5割を達成したが1987年までのうち残り全てのシーズンは負け越しした。
1970年11月8日、生まれつき右足のつまさきから先のない障害を持ったキッカーのトム・デンプシーがNFL記録となる63ヤードのFGを決めて19-17でデトロイト・ライオンズを破った。この記録は2013年にマット・プレイターが64ヤードのFGを成功させて更新した。

### 1980年代
1980年、チームは開幕から14連敗した。地元メディアのスポーツキャスター、Buddy Dilibertoが観衆に紙袋をかぶってホームゲームで応援することを提案した。Aintsと書いた紙袋をかぶり目の部分だけくりぬいて観戦するパフォーマンスはその後、NFLだけでなくアメリカのチームスポーツにおいて急速に拡がり不甲斐ないシーズンを送るチームの応援にはしばしば見られるようになった。この年、サンフランシスコ・49ers戦ではハーフタイムを35-7とリードしながら後半ジョー・モンタナに率いられた相手オフェンスを止められずに35-38で敗れるという当時のNFL記録となる28点差のリードからの逆転負けを喫した。

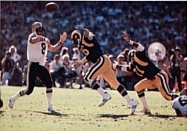
アーチー・マニング（左）はセインツ創設後の初期に活躍したQB

1985年にチームはトム・ベンソンによって購入された。ジム・フィンクスがGMに、ジム・E・モーラ（シアトル・シーホークスのヘッドコーチを務めたジム・L・モーラは彼の息子である）がヘッドコーチとなった。1987年に12勝3敗で創設以来初の勝ち越しを決めてプレーオフに進出した。

### 1990年代
1990年から1992年までの3年間はドームパトロールと呼ばれたパット・スウィリング、リッキー・ジャクソン、サム・ミルズ、ヴォーン・ジョンソンの4人のLBを中心とした強力なディフェンスでプレーオフに出場した。
1991年には開幕から7連勝した。チームのこの快進撃は、聖者の行進と呼ばれた。エースQBボビー・エイビアが肩の負傷により、7戦目から12月半ばまで欠場した。エイビアが離脱する前、他のチームに3ゲーム差で地区首位だったものの、スティーブ・ウォルシュが先発してから、チームは負け越し、エイビアが最後の2試合に復帰してから連勝、11勝5敗で初の地区優勝を果たした。
ジム・モーラはチームを4回プレーオフに導いたがプレーオフでチームは1勝もできず、3勝13敗に終わる1996年シーズン途中に辞任した。
1997年から元シカゴ・ベアーズのヘッドコーチ、マイク・ディトカ（第20回スーパーボウル優勝経験がある）をヘッドコーチとして迎えたが1997年、1998年とチームは6勝10敗に終わった。1999年のNFLドラフトでディトカはその年の全指名権、翌年のドラフト1巡、3巡指名権と引き替えにワシントン・レッドスキンズからドラフト全体5番目の指名権を獲得、RBリッキー・ウィリアムズを獲得した。しかしこの年チームは3勝13敗に終わりディトカとGMのビル・クハリッチは解任された。

### 2000年代前半
2000年から2005年まではジム・ハスレットがヘッドコーチとしてチームの指揮を執った。2000年チームは2度目の地区優勝を果たしプレーオフに進出、セントルイス・ラムズを破りプレーオフ初勝利をあげたが翌週の試合でミネソタ・バイキングスに敗れた。GMのランディ・ミューラーはこの年のNFLエクゼクティブ・オブ・ザ・イヤーに選ばれたが2002年シーズン開幕前にベンソンオーナーによって解任された。
2002年、ヒューストン・テキサンズの加入によって地区の再編が行われた際にNFC南地区に移った。同年3月8日にリッキー・ウィリアムズは2つの1巡目指名権を含む4つのドラフト指名権と引き換えに、マイアミ・ドルフィンズにトレードされた。この年チームは第37回スーパーボウル優勝を果たすタンパベイ・バッカニアーズに2勝したが前年に続きプレーオフを逃した（スーパーボウルチャンピオンに2勝してプレーオフに出場できなかったのは1995年にワシントン・レッドスキンズがダラス・カウボーイズに2勝したシーズン以来のことであった）。
2003年は8勝8敗でプレーオフ進出はならず、2004年は開幕6試合で2勝4敗、12試合終了時点で4勝8敗とハスレットヘッドコーチの首が危うい状況であったが、そこからチームは4連勝し8勝8敗となりプレーオフ争いをしていたラムズ、バイキングスと8勝8敗で並んだ。NFCチームとの成績がラムズが7勝5敗、セインツが6勝6敗、バイキングスが5勝7敗であり、ラムズがワイルドカード1つ目の椅子を手に入れ、セインツとの直接対決を制していたバイキングスがもう1つの椅子を手に入れたためプレーオフ出場を逃した。ハリケーン・カトリーナの被害によって本拠地スーパードームでプレイできなかった2005年、チームは3勝13敗の成績に終わりハスレットは解任された。

### ブリーズ時代

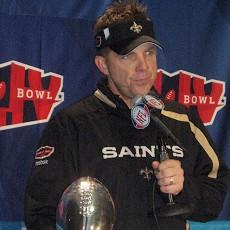
2006年から指揮を取るショーン・ペイトンHC

2006年3月14日、セインツは前サンディエゴ・チャージャーズのドリュー・ブリーズと6年契約を結んだ。
2006年3月23日、チームはプレシーズンゲームをシュリーブポート及びミシシッピ州ジャクソンで行うと発表した。4月6日にレギュラーシーズンのホームゲームをスーパードームで行うことが発表され9月25日に行われるマンデーナイトフットボールでのアトランタ・ファルコンズ戦がスーパードームでの2シーズンぶりの試合となった。この試合に23-3で勝利した。観衆は70,003人入りESPNのNFL中継としては過去最高の11.8%の視聴率となりおよそ全米の1085万家庭が視聴した。試合前にはグリーン・デイ、U2がWake Me Up When September Ends、The Saints Are Comingで盛り上げた。12月17日チームはNFC南地区（2002年に新設）を初制覇し3回目の地区優勝を決めた。ショーン・ペイトンヘッドコーチはチーム史上2人目となる就任1年目で地区優勝を果たしたコーチとなった。その後プレーオフ1回戦のシードも決まりディビジョナルプレーオフでフィラデルフィア・イーグルスを27-24で破りNFCチャンピオンシップゲームを決めた。3勝13敗からカンファレンスチャンピオンシップゲームに出場を決めたのは1999年にセントルイス・ラムズが前年の4勝12敗から進出した記録を破るNFL新記録となった。セインツがプレーオフで勝利したのはそれまでワイルドカードプレーオフでの勝利しかなくチャンピオンシップゲーム出場は初のことであった。2007年1月21日に行われた試合で14-39でシカゴ・ベアーズに敗れ第41回スーパーボウル出場はならなかった。
2007年、開幕戦でスーパーボウルチャンピオンのインディアナポリス・コルツに10-41で敗れ、続く3試合に連敗した。開幕4連敗した後、4連勝したが7勝7敗から最後の2試合に連敗し最終的に7勝9敗でシーズンを終えた。
2008年、チームは2009年のドラフト2巡と5巡指名権と引き替えにニューヨーク・ジャイアンツからジェレミー・ショッキー、2009年のドラフト4巡指名権と引き替えにニューヨーク・ジェッツからジョナサン・ヴィルマを補強した。

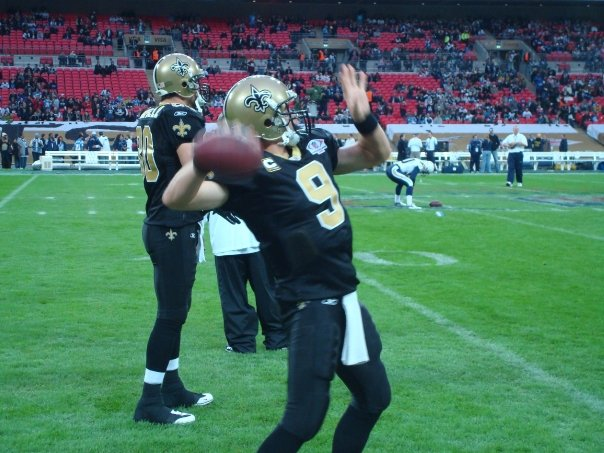
第44回スーパーボウルでMVPを受賞したドリュー・ブリーズ

2009年に前ワシントン・レッドスキンズのQBチェイス・ダニエルと契約した。この年の4月30日、ベンソンオーナーと地元自治体は少なくとも2025年まではセインツがニューオーリンズに残留することについて合意したことを発表した。この年、チームは開幕から13連勝を果たしパーフェクトシーズンの期待が高まったが第15週にダラス・カウボーイズに敗れ連勝は止まった。シーズンでは結局13勝3敗の成績を残し、NFC南地区優勝。チーム史上初となる第1シードとしてのプレーオフ出場。ディビジョナルプレイオフではアリゾナ・カーディナルスに45-14で勝利。続くNFCチャンピオンシップではミネソタ・バイキングスと対戦。第4クオーター終了時点で28-28の同点となる接戦となったが、コイントスで先攻をとったセインツが延長でFGを決め、31-28で勝利し、チーム史上初のNFCチャンピオンとなった。そして、同時にチーム史上初のスーパーボウル進出を果たし、第44回スーパーボウルではインディアナポリス・コルツを31-17で破り初制覇を果たした。
2010年、地区優勝はアトランタ・ファルコンズに譲ったもののワイルドカードでプレーオフに出場を果たした。プレーオフ初戦はNFL史上初めて負け越したもののプレーオフ出場を果たしたシアトル・シーホークスとの対戦で、セインツが有利と見られていたが36-41で敗れた。
2011年、ブリーズがダン・マリーノが持っていたシーズンパス獲得ヤード記録を破る5476ヤードを投げた。チームは2年ぶりの地区優勝を果たしワイルドカードプレーオフでデトロイト・ライオンズを破ったが、ディビジョナルプレーオフでサンフランシスコ・49ersに32-36で敗れた。シーズン終了後、ディフェンスの強化に貢献のあったグレッグ・ウィリアムズディフェンスコーディネーターがラムズに去り、ラムズのヘッドコーチを務めていたスティーブ・スパヌオーロが後任となった。
2012年、相手選手にけがを負わせるとディフェンス選手が自らプールした資金から報奨金を受け取っていたことが明らかになり、ペイトンヘッドコーチが1年間活動停止処分を、ディフェンス・コーディネーターのウィリアムズが無期限活動停止処分（翌年解除された）を、GMのミッキー・ルーミスが2012年シーズンの最初の8試合の活動停止処分を、アシスタント・ヘッドコーチのジョー・ヴィットが2012年シーズンの最初の6試合の活動停止処分を受けた。また、チームは2012年のドラフト2巡、2013年のドラフト2巡指名権を失った。ジョナサン・ビルマ、アンソニー・ハーグローブ、ウィル・スミス、スコット・フジタの4人も出場停止処分を受けたが、4選手への処分はポール・タグリアブ元コミッショナーの異議裁定で取り消された。この年、ディフェンスが崩壊し、開幕から4連敗し7勝9敗でプレーオフ進出を逃している。
2013年は、開幕から5連勝したが第6週のニューイングランド・ペイトリオッツ戦で残り5秒にトム・ブレイディにTDパスを許し連勝は止まった。ホームでは8戦全勝だったものの、ロードでは3勝5敗と負け越し、地区2位の11勝5敗でシーズンを終え、プレーオフに第6シードで出場した。フィラデルフィア・イーグルスを26-24で破り、ロードでのプレーオフ初勝利をあげた。ディビジョナルプレーオフで第1シードのシアトル・シーホークスと対戦、獲得ヤードでは409対277と上回ったものの、FG2本の失敗、第4ダウンギャンブルが3回中1回成功に終わるなど、要所でシーホークスのディフェンスに抑えられて、15-23で敗れた。
2014年、12月15日のシカゴ・ベアーズ戦で勝利、6勝8敗ながら地区首位に躍り出たが、翌週のアトランタ・ファルコンズ戦に敗れてプレーオフ出場を逃した。2015年と2016年は連続して地区3位に終わり、プレーオフ出場を逃した。
2017年には地区優勝を遂げ、南地区の他2チームとともにプレーオフ出場を果たしたが、ディビジョナル・プレーオフでミネソタ・バイキングスに敗れた。
2018年3月、オーナーのトム・ベンソンが死去して妻のゲイル・ベンソンがオーナーとなった。8月、2019年ドラフト3巡指名権とのトレードでニューヨーク・ジェッツからQBテディ・ブリッジウォーターを獲得した。10連勝を遂げるなど、大差をつけて2年連続で地区優勝を遂げ、コンファレンスでも最高の成績でプレーオフに進んだ。だがコンファレンス・チャンピオンシップでロサンゼルス・ラムズに敗れた。
2019年9月、第2週の試合中ブリーズが右手親指靭帯を痛め、約6週間の離脱となったが3年連続で地区優勝を遂げ、第3シードでプレーオフに進むも、初戦でワイルドカードのミネソタ・バイキングスに敗れた。
2020年、前タンパベイ・バッカニアーズのQBジェイミス・ウィンストンと契約した。4年連続で地区優勝を遂げ、第2シードでプレーオフに進出した。第17週の対カロライナ・パンサーズ最終戦では、RB全員が新型コロナウイルス感染症の感染者・濃厚接触者と認定され、欠場するトラブルに見舞われた。この年からプレーオフ進出チームが各カンファレンス7チームとなったため、第2シードのセインツは、ワイルドカード・プレーオフから登場し、第7シードのシカゴ・ベアーズを破った。しかし、40歳以上のベテランQB対決となったタンパベイ・バッカニアーズ戦（QBトム・ブレイディ）に敗れ、ディビジョナル・プレーオフ敗退でシーズンを終えた。2021年3月14日、ブリーズは引退を発表した。

### ブリーズ後
ブリーズが引退した2021年シーズンは様々なトラブルに見舞われた。3試合目のプレシーズンゲームはハリケーン"Ida"により中止となり、シーズン開幕戦はジャクソンビル・ジャガーズの本拠地TIAAバンク・フィールドを借りてホームとして行われた。それでも7試合を終えて5勝2敗と好成績でシーズンを始めたが、その後は負傷およびCOVID-19により多くの選手が欠場して5連敗を喫するなど成績を落とし、12月にはシーズン4人目のスターティングQBとしてルーキーのイアン・ブックを起用せざるを得なかった。最終戦までプレーオフ進出の望みを残したものの、進出はならなかった。2022年1月25日、ショーン・ペイトンが契約を残してHC辞職を表明した。後任にはDCデニス・アレンが選ばれた。2022年3月29日、ベテランQBのアンディ・ダルトンと1年契約を結んだ。
2022年シーズンも負け越してプレーオフ進出は逃した。2023年1月31日、契約を残していたショーン・ペイトンを2023年ドラフトの1巡目指名権、2024年ドラフトの2巡目指名権、さらに将来の3巡目指名権と引き換えにデンバー・ブロンコスに譲渡した。レイダースからFAとなったデレック・カーQBを獲得した。
2023年シーズンは9勝8敗と勝ち越し最終週までプレーオフの可能性を残しながらも逃した。
2024年シーズンもプレーオフを逃した。2勝7敗となった直後、ヘッドコーチのアレンは解雇された。スーパーボウルを制したばかりのフィラデルフィア・イーグルスのOCケレン・ムーアが代わりに採用された。

## 文化

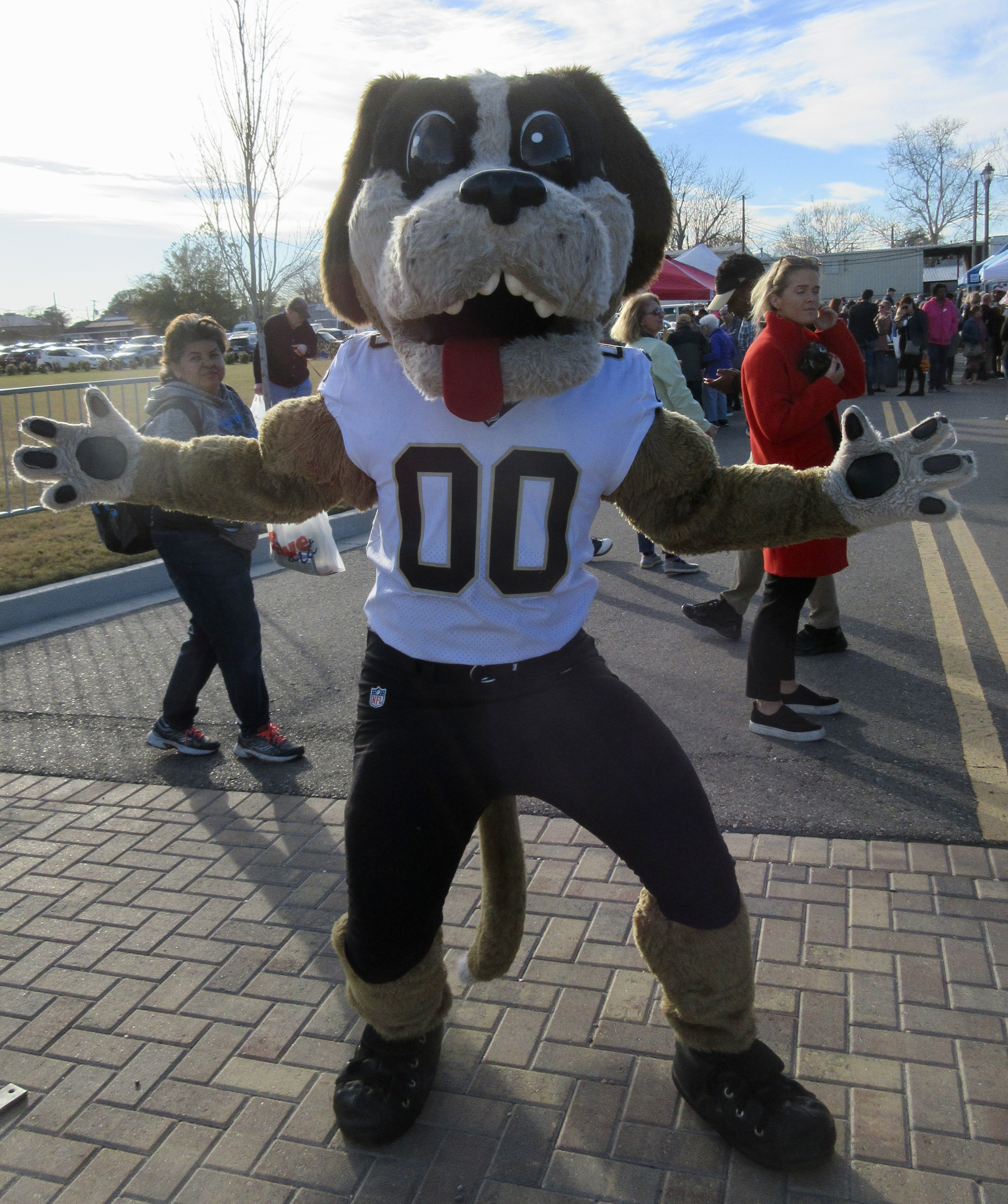
マスコットのガンボ

### マスコット
チーム公式マスコットとして犬のガンボ（Gumbo）と人間のサー・セイント（Sir Saint）がいる。ガンボは、犬種はセント・バーナードで背番号00を着用している。

### チアリーダー

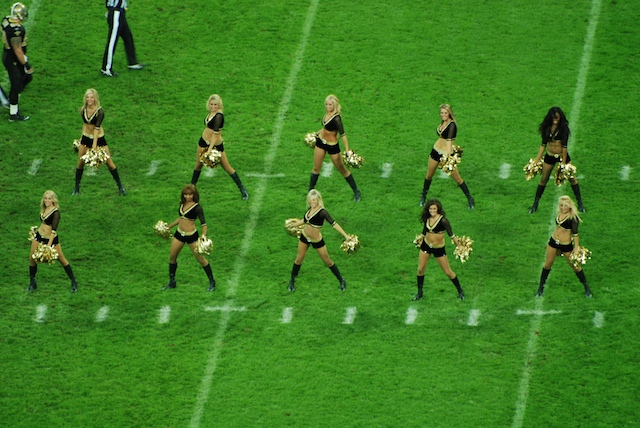
セイントセーションズ

1987年より公式チアリーディングチームとしてセイントセーションズ（Saintsations）が活動している。日本人では、松崎美奈子が2015年から2016年まで在籍していた。
セイントセーションズが創設される以前、セインツには2つのダンスチームがあった。1967年に誕生したルイジアナズ（Lousiannes）は、セインツ・ダンサーズ（Saints Dancers）、マドモアゼルズ（Mademoiselles）、マムゼルス（Mam'selles）と名前を変え、1971年まで活動していた。平均48名のダンサーと、最大12名のリザーブダンサーで構成されていた。このダンスチームは、ディズニーランドのエンターテイメント・ディレクターとして長年活躍し、1967年から1970年までセインツのスタッフとして働いていたトミー・ウォーカーによって創設された。振付けは、ニューオーリンズに住んでいたダンスインストラクター兼ボイスコーチのフィリス・ネルソンが担当した。また、ネルソンは1969年から1971年までチームディレクターも務めた。
もう一つのチームは、1975年から1978年まで活動していたボンアミス（Bonnes Amies、フランス語で「仲良し」）である。ディー・ケリー・ボイド・アーバインによって指導され、ルイジアナ・スーパードームで初めて踊ったダンサーとなった。1978年にエンジェルズ（Angels）と変更する。しかし、その直後にスタッフアシスタントの人物が麻薬所持で逮捕され、この逮捕にチーム関係者が関わっていた疑いがあったため、解散となった。
1987年、ジム・フィンクスの発案により再度チームのダンスチームの創設が提案され、ザ・セインツ・ダンサーズが結成され、まもなくセイントセーションズへと改名し現在に至る。
セインツが海外での試合をするたびに海外公演を行っており、1993年には東京でもパフォーマンスを行った。

## 2025年シーズン
|      | AFC            | AFC        | AFC            | AFC            | NFC          | NFC            | NFC          | NFC          |
| 前年 | 西地区         | 南地区     | 北地区         | 東地区         | 西地区       | 南地区         | 北地区       | 東地区       |
| ---- | -------------- | ---------- | -------------- | -------------- | ------------ | -------------- | ------------ | ------------ |
| 1位  | チーフス       | テキサンズ | レイブンズ     | ビルズ         | ラムズ       | バッカニアーズ | ライオンズ   | イーグルス   |
| 2位  | チャージャーズ | コルツ     | スティーラーズ | ドルフィンズ   | シーホークス | ファルコンズ   | バイキングス | コマンダース |
| 3位  | ブロンコス     | ジャガーズ | ベンガルズ     | ジェッツ       | カージナルス | パンサーズ     | パッカーズ   | カウボーイズ |
| 4位  | レイダース     | タイタンズ | ブラウンズ     | ペイトリオッツ | 49ers        | セインツ       | ベアーズ     | ジャイアンツ |

 ：1度対戦　 ：2度対戦
| 年   | 成績               | NFC  | 地区 | 勝 | 敗 | 分 | 率   | Div | Con  | 平均得点 | 平均失点 |
| ---- | ------------------ | ---- | ---- | -- | -- | -- | ---- | --- | ---- | -------- | -------- |
| 2025 |                    |      |      | 0  | 0  | 0  | –    | -   | -    |          |          |
| 2024 | レギュラー敗退     | 15位 | 4位  | 5  | 12 | 0  | .294 | 2-4 | 4-8  | 19.9     | 23.4     |
| 2023 | レギュラー敗退     | 9位  | 2位  | 9  | 8  | 0  | .529 | 4–2 | 6–6  | 23.6     | 19.2     |
| 2022 | レギュラー敗退     | 12位 | 3位  | 7  | 10 | 0  | .412 | 2-4 | 5-7  | 19.4     | 20.3     |
| 2021 | レギュラー敗退     | 8位  | 2位  | 9  | 8  | 0  | .529 | 4-2 | 7-5  | 21.4     | 19.7     |
| 2020 | ディビジョナル敗退 | 2位  | 優勝 | 12 | 4  | 0  | .750 | 6-0 | 10-2 | 30.1     | 21.1     |
| 2019 | ワイルドカード敗退 | 3位  | 優勝 | 13 | 3  | 0  | .813 | 5-1 | 9-3  | 28.6     | 21.3     |
| 2018 | NFC決勝敗退        | 1位  | 優勝 | 13 | 3  | 0  | .813 | 4–2 | 9–3  | 31.5     | 22.1     |
| 2017 | ディビジョナル敗退 | 4位  | 優勝 | 11 | 5  | 0  | .688 | 4-2 | 8-4  | 28.0     | 20.4     |
| 2016 | レギュラー敗退     | 11位 | 3位  | 7  | 9  | 0  | .438 | 2-4 | 6-6  | 29.3     | 28.4     |
| 2015 | レギュラー敗退     | 11位 | 3位  | 7  | 9  | 0  | .438 | 3-3 | 5-7  | 25.5     | 29.8     |
| 2014 | レギュラー敗退     | 9位  | 2位  | 7  | 9  | 0  | .438 | 3-3 | 6-6  | 25.1     | 26.5     |
| 2013 | ディビジョナル敗退 | 6位  | 2位  | 11 | 5  | 0  | .688 | 5-1 | 9-3  | 25.9     | 19.0     |
| 2012 | レギュラー敗退     | 12位 | 3位  | 7  | 9  | 0  | .438 | 3-3 | 5-7  | 28.8     | 28.4     |
| 2011 | ディビジョナル敗退 | 3位  | 優勝 | 13 | 3  | 0  | .813 | 5-1 | 9-3  | 34.2     | 21.2     |
| 2010 | ワイルドカード敗退 | 5位  | 2位  | 11 | 5  | 0  | .688 | 4-2 | 9-3  | 24.0     | 19.2     |
| 2009 | スーパーボウル制覇 | 1位  | 優勝 | 13 | 3  | 0  | .813 | 4-2 | 9-3  | 31.9     | 21.3     |
| 2008 | レギュラー敗退     | 11位 | 4位  | 8  | 8  | 0  | .500 | 2-4 | 5-7  | 28.9     | 24.6     |
| 2007 | レギュラー敗退     | 11位 | 3位  | 7  | 9  | 0  | .438 | 3-3 | 6-6  | 23.7     | 24.3     |
| 2006 | NFC決勝敗退        | 2位  | 優勝 | 10 | 6  | 0  | .625 | 4-2 | 9-3  | 25.8     | 20.1     |
| 2005 | レギュラー敗退     | 16位 | 4位  | 3  | 13 | 0  | .188 | 1-5 | 1-11 | 14.7     | 24.9     |

### 2024年シーズン成績
| (3)タンパベイ・バッカニアーズ | 10 | 7  | 0 | .588 | 4-2 | 8-4 | 502 | 385 | 29.5 | 22.6 | .502 | .465 |
| アトランタ・ファルコンズ      | 8  | 9  | 0 | .471 | 4-2 | 7-5 | 389 | 423 | 22.9 | 24.9 | .519 | .426 |
| カロライナ・パンサーズ        | 5  | 12 | 0 | .294 | 2-4 | 4-8 | 341 | 534 | 20.1 | 31.4 | .498 | .329 |
| ニューオーリンズ・セインツ    | 5  | 12 | 0 | .294 | 2-4 | 4-8 | 338 | 398 | 19.9 | 23.4 | .505 | .306 |

| NFC 2024       | NFC 2024                     | NFC 2024 | NFC 2024 | NFC 2024 | NFC 2024 | NFC 2024 | NFC 2024 | NFC 2024 | NFC 2024 | NFC 2024 |
| 順 位          | チーム                       | 地 区    | 勝       | 敗       | 分       | 勝率     | DIV      | CON      | SOS      | SOV      |
| 地区優勝       | 地区優勝                     | 地区優勝 | 地区優勝 | 地区優勝 | 地区優勝 | 地区優勝 | 地区優勝 | 地区優勝 | 地区優勝 | 地区優勝 |
| -------------- | ---------------------------- | -------- | -------- | -------- | -------- | -------- | -------- | -------- | -------- | -------- |
| 1              | デトロイト・ライオンズ       | 北       | 15       | 2        | 0        | .882     | 6-0      | 11-1     | .516     | .494     |
| 2              | フィラデルフィア・イーグルス | 東       | 14       | 3        | 0        | .824     | 5-1      | 9-3      | .453     | .424     |
| 3              | タンパベイ・バッカニアーズ   | 南       | 10       | 7        | 0        | .588     | 4-2      | 8-4      | .502     | .465     |
| 4              | ロサンゼルス・ラムズ         | 西       | 10       | 7        | 0        | .588     | 4-2      | 6-6      | .505     | .441     |
| ワイルドカード |                              |          |          |          |          |          |          |          |          |          |
| 5              | ミネソタ・バイキングス       | 北       | 14       | 3        | 0        | .824     | 4-2      | 9-3      | .474     | .408     |
| 6              | ワシントン・コマンダース     | 東       | 12       | 5        | 0        | .706     | 4-2      | 9-3      | .436     | .358     |
| 7              | グリーンベイ・パッカーズ     | 北       | 11       | 6        | 0        | .647     | 1-5      | 6-6      | .533     | .412     |
|                |                              |          |          |          |          |          |          |          |          |          |
| 8              | シアトル・シーホークス       | 西       | 10       | 7        | 0        | .588     | 4-2      | 6-6      | .498     | .424     |
| 9              | アトランタ・ファルコンズ     | 南       | 8        | 9        | 0        | .471     | 4-2      | 7-5      | .519     | .426     |
| 10             | アリゾナ・カージナルス       | 西       | 8        | 9        | 0        | .471     | 3-3      | 4-8      | .536     | .404     |
| 11             | ダラス・カウボーイズ         | 東       | 7        | 10       | 0        | .412     | 3-3      | 5-7      | .522     | .387     |
| 12             | サンフランシスコ・49ers      | 西       | 6        | 11       | 0        | .353     | 1-5      | 4-8      | .564     | .402     |
| 13             | シカゴ・ベアーズ             | 北       | 5        | 12       | 0        | .294     | 1-5      | 3-9      | .554     | .388     |
| 14             | カロライナ・パンサーズ       | 南       | 5        | 12       | 0        | .294     | 2-4      | 4-8      | .498     | .329     |
| 15             | ニューオーリンズ・セインツ   | 南       | 5        | 12       | 0        | .294     | 2-4      | 4-8      | .505     | .306     |
| 16             | ニューヨーク・ジャイアンツ   | 東       | 3        | 14       | 0        | .176     | 0-6      | 1-11     | .554     | .412     |
| タイブレーク   |                              |          |          |          |          |          |          |          |          |          |
| 1. 2. 3. 4. 5. |                              |          |          |          |          |          |          |          |          |          |

|  |                                                      |                                                      |                                                      |                                                |                                  |                                  |                                  |                                |          |    |                                  |                                  |                                  |  |  |                                   |                                   |                                   |
|  | ワイルドカード・プレーオフ                           | ワイルドカード・プレーオフ                           | ワイルドカード・プレーオフ                           |                                                |                                  | ディビジョナル・プレーオフ       | ディビジョナル・プレーオフ       | ディビジョナル・プレーオフ     |          |    |                                  |                                  |                                  |  |  |                                   |                                   |                                   |
|  | 2025年1月11日 M&Tバンク・スタジアム                  | 2025年1月11日 M&Tバンク・スタジアム                  | 2025年1月11日 M&Tバンク・スタジアム                  |                                                |                                  | 1月19日 ハイマーク・スタジアム   | 1月19日 ハイマーク・スタジアム   | 1月19日 ハイマーク・スタジアム |          |    | 1月26日 アローヘッド・スタジアム | 1月26日 アローヘッド・スタジアム | 1月26日 アローヘッド・スタジアム |  |  | 2月9日 シーザーズ・スーパードーム | 2月9日 シーザーズ・スーパードーム | 2月9日 シーザーズ・スーパードーム |
|  | 6                                                    | スティーラーズ                                       | 14                                                   |                                                |                                  | 1月19日 ハイマーク・スタジアム   | 1月19日 ハイマーク・スタジアム   | 1月19日 ハイマーク・スタジアム |          |    | 1月26日 アローヘッド・スタジアム | 1月26日 アローヘッド・スタジアム | 1月26日 アローヘッド・スタジアム |  |  | 2月9日 シーザーズ・スーパードーム | 2月9日 シーザーズ・スーパードーム | 2月9日 シーザーズ・スーパードーム |
|  | 6                                                    | スティーラーズ                                       | 14                                                   |                                                |                                  | 1月19日 ハイマーク・スタジアム   | 1月19日 ハイマーク・スタジアム   | 1月19日 ハイマーク・スタジアム |          |    | 1月26日 アローヘッド・スタジアム | 1月26日 アローヘッド・スタジアム | 1月26日 アローヘッド・スタジアム |  |  | 2月9日 シーザーズ・スーパードーム | 2月9日 シーザーズ・スーパードーム | 2月9日 シーザーズ・スーパードーム |
|  | 3                                                    | レイブンズ                                           | 28                                                   |                                                |                                  | 1月19日 ハイマーク・スタジアム   | 1月19日 ハイマーク・スタジアム   | 1月19日 ハイマーク・スタジアム |          |    | 1月26日 アローヘッド・スタジアム | 1月26日 アローヘッド・スタジアム | 1月26日 アローヘッド・スタジアム |  |  | 2月9日 シーザーズ・スーパードーム | 2月9日 シーザーズ・スーパードーム | 2月9日 シーザーズ・スーパードーム |
|  | 3                                                    | レイブンズ                                           | 28                                                   |                                                |                                  | 1月19日 ハイマーク・スタジアム   | 1月19日 ハイマーク・スタジアム   | 1月19日 ハイマーク・スタジアム |          |    | 1月26日 アローヘッド・スタジアム | 1月26日 アローヘッド・スタジアム | 1月26日 アローヘッド・スタジアム |  |  | 2月9日 シーザーズ・スーパードーム | 2月9日 シーザーズ・スーパードーム | 2月9日 シーザーズ・スーパードーム |
|  | 2025年1月12日 ハイマーク・スタジアム                 | 2025年1月12日 ハイマーク・スタジアム                 | 2025年1月12日 ハイマーク・スタジアム                 | 3                                              | レイブンズ                       | 25                               |                                  |                                |          |    | 1月26日 アローヘッド・スタジアム | 1月26日 アローヘッド・スタジアム | 1月26日 アローヘッド・スタジアム |  |  | 2月9日 シーザーズ・スーパードーム | 2月9日 シーザーズ・スーパードーム | 2月9日 シーザーズ・スーパードーム |
|  | 2025年1月12日 ハイマーク・スタジアム                 | 2025年1月12日 ハイマーク・スタジアム                 | 2025年1月12日 ハイマーク・スタジアム                 | 3                                              | レイブンズ                       | 25                               |                                  |                                |          |    | 1月26日 アローヘッド・スタジアム | 1月26日 アローヘッド・スタジアム | 1月26日 アローヘッド・スタジアム |  |  | 2月9日 シーザーズ・スーパードーム | 2月9日 シーザーズ・スーパードーム | 2月9日 シーザーズ・スーパードーム |
|  | 2025年1月12日 ハイマーク・スタジアム                 | 2025年1月12日 ハイマーク・スタジアム                 | 2025年1月12日 ハイマーク・スタジアム                 |                                                | 2                                | ビルズ                           | 27                               |                                |          |    | 1月26日 アローヘッド・スタジアム | 1月26日 アローヘッド・スタジアム | 1月26日 アローヘッド・スタジアム |  |  | 2月9日 シーザーズ・スーパードーム | 2月9日 シーザーズ・スーパードーム | 2月9日 シーザーズ・スーパードーム |
|  | 2025年1月12日 ハイマーク・スタジアム                 | 2025年1月12日 ハイマーク・スタジアム                 | 2025年1月12日 ハイマーク・スタジアム                 |                                                | 2                                | ビルズ                           | 27                               |                                |          |    | 1月26日 アローヘッド・スタジアム | 1月26日 アローヘッド・スタジアム | 1月26日 アローヘッド・スタジアム |  |  | 2月9日 シーザーズ・スーパードーム | 2月9日 シーザーズ・スーパードーム | 2月9日 シーザーズ・スーパードーム |
|  | 7                                                    | ブロンコス                                           | 7                                                    | AFC                                            | AFC                              | AFC                              |                                  |                                |          |    | 1月26日 アローヘッド・スタジアム | 1月26日 アローヘッド・スタジアム | 1月26日 アローヘッド・スタジアム |  |  | 2月9日 シーザーズ・スーパードーム | 2月9日 シーザーズ・スーパードーム | 2月9日 シーザーズ・スーパードーム |
|  | 7                                                    | ブロンコス                                           | 7                                                    | AFC                                            | AFC                              | AFC                              |                                  |                                |          |    | 1月26日 アローヘッド・スタジアム | 1月26日 アローヘッド・スタジアム | 1月26日 アローヘッド・スタジアム |  |  | 2月9日 シーザーズ・スーパードーム | 2月9日 シーザーズ・スーパードーム | 2月9日 シーザーズ・スーパードーム |
|  | 2                                                    | ビルズ                                               | 31                                                   |                                                | 1月18日 アローヘッド・スタジアム | 1月18日 アローヘッド・スタジアム | 1月18日 アローヘッド・スタジアム |                                |          |    | 1月26日 アローヘッド・スタジアム | 1月26日 アローヘッド・スタジアム | 1月26日 アローヘッド・スタジアム |  |  | 2月9日 シーザーズ・スーパードーム | 2月9日 シーザーズ・スーパードーム | 2月9日 シーザーズ・スーパードーム |
|  | 2                                                    | ビルズ                                               | 31                                                   |                                                | 1月18日 アローヘッド・スタジアム | 1月18日 アローヘッド・スタジアム | 1月18日 アローヘッド・スタジアム |                                |          |    | 1月26日 アローヘッド・スタジアム | 1月26日 アローヘッド・スタジアム | 1月26日 アローヘッド・スタジアム |  |  | 2月9日 シーザーズ・スーパードーム | 2月9日 シーザーズ・スーパードーム | 2月9日 シーザーズ・スーパードーム |
|  | 2025年1月11日 NRGスタジアム                          | 2025年1月11日 NRGスタジアム                          | 2025年1月11日 NRGスタジアム                          | 2                                              | 1月18日 アローヘッド・スタジアム | 1月18日 アローヘッド・スタジアム | 1月18日 アローヘッド・スタジアム | ビルズ                         | 29       |    |                                  |                                  |                                  |  |  | 2月9日 シーザーズ・スーパードーム | 2月9日 シーザーズ・スーパードーム | 2月9日 シーザーズ・スーパードーム |
|  | 2025年1月11日 NRGスタジアム                          | 2025年1月11日 NRGスタジアム                          | 2025年1月11日 NRGスタジアム                          | 2                                              | 1月18日 アローヘッド・スタジアム | 1月18日 アローヘッド・スタジアム | 1月18日 アローヘッド・スタジアム | ビルズ                         | 29       |    |                                  |                                  |                                  |  |  | 2月9日 シーザーズ・スーパードーム | 2月9日 シーザーズ・スーパードーム | 2月9日 シーザーズ・スーパードーム |
|  | 2025年1月11日 NRGスタジアム                          | 2025年1月11日 NRGスタジアム                          | 2025年1月11日 NRGスタジアム                          |                                                | 1月18日 アローヘッド・スタジアム | 1月18日 アローヘッド・スタジアム | 1月18日 アローヘッド・スタジアム | 1                              | チーフス | 32 |                                  |                                  |                                  |  |  | 2月9日 シーザーズ・スーパードーム | 2月9日 シーザーズ・スーパードーム | 2月9日 シーザーズ・スーパードーム |
|  | 2025年1月11日 NRGスタジアム                          | 2025年1月11日 NRGスタジアム                          | 2025年1月11日 NRGスタジアム                          |                                                | 1月18日 アローヘッド・スタジアム | 1月18日 アローヘッド・スタジアム | 1月18日 アローヘッド・スタジアム | 1                              | チーフス | 32 |                                  |                                  |                                  |  |  | 2月9日 シーザーズ・スーパードーム | 2月9日 シーザーズ・スーパードーム | 2月9日 シーザーズ・スーパードーム |
|  | 2025年1月11日 NRGスタジアム                          | 2025年1月11日 NRGスタジアム                          | 2025年1月11日 NRGスタジアム                          | AFCチャンピオンシップ                          | 1月18日 アローヘッド・スタジアム | 1月18日 アローヘッド・スタジアム | 1月18日 アローヘッド・スタジアム |                                |          |    |                                  |                                  |                                  |  |  | 2月9日 シーザーズ・スーパードーム | 2月9日 シーザーズ・スーパードーム | 2月9日 シーザーズ・スーパードーム |
|  | 2025年1月11日 NRGスタジアム                          | 2025年1月11日 NRGスタジアム                          | 2025年1月11日 NRGスタジアム                          |                                                | 1月18日 アローヘッド・スタジアム | 1月18日 アローヘッド・スタジアム | 1月18日 アローヘッド・スタジアム |                                |          |    |                                  |                                  |                                  |  |  | 2月9日 シーザーズ・スーパードーム | 2月9日 シーザーズ・スーパードーム | 2月9日 シーザーズ・スーパードーム |
|  | 2025年1月11日 NRGスタジアム                          | 2025年1月11日 NRGスタジアム                          | 2025年1月11日 NRGスタジアム                          | 1月26日 リンカーン・フィナンシャル・フィールド | 1月18日 アローヘッド・スタジアム | 1月18日 アローヘッド・スタジアム | 1月18日 アローヘッド・スタジアム |                                |          |    |                                  |                                  |                                  |  |  | 2月9日 シーザーズ・スーパードーム | 2月9日 シーザーズ・スーパードーム | 2月9日 シーザーズ・スーパードーム |
|  | 5                                                    | チャージャーズ                                       | 12                                                   |                                                | 1月18日 アローヘッド・スタジアム | 1月18日 アローヘッド・スタジアム | 1月18日 アローヘッド・スタジアム |                                |          |    |                                  |                                  |                                  |  |  | 2月9日 シーザーズ・スーパードーム | 2月9日 シーザーズ・スーパードーム | 2月9日 シーザーズ・スーパードーム |
|  | 5                                                    | チャージャーズ                                       | 12                                                   | 4                                              | テキサンズ                       | 14                               |                                  |                                |          |    |                                  |                                  |                                  |  |  | 2月9日 シーザーズ・スーパードーム | 2月9日 シーザーズ・スーパードーム | 2月9日 シーザーズ・スーパードーム |
|  | 4                                                    | テキサンズ                                           | 32                                                   | 4                                              | テキサンズ                       | 14                               |                                  |                                |          |    |                                  |                                  |                                  |  |  | 2月9日 シーザーズ・スーパードーム | 2月9日 シーザーズ・スーパードーム | 2月9日 シーザーズ・スーパードーム |
|  | 4                                                    | テキサンズ                                           | 32                                                   | 1                                              | チーフス                         | 23                               |                                  |                                |          |    |                                  |                                  |                                  |  |  | 2月9日 シーザーズ・スーパードーム | 2月9日 シーザーズ・スーパードーム | 2月9日 シーザーズ・スーパードーム |
|  | 2025年1月12日 レイモンド・ジェームス・スタジアム     |                                                      |                                                      | 1                                              | チーフス                         | 23                               |                                  |                                |          |    |                                  |                                  |                                  |  |  | 2月9日 シーザーズ・スーパードーム | 2月9日 シーザーズ・スーパードーム | 2月9日 シーザーズ・スーパードーム |
|  | 1月18日 フォード・フィールド                         |                                                      |                                                      |                                                |                                  |                                  |                                  |                                |          |    |                                  |                                  |                                  |  |  | 2月9日 シーザーズ・スーパードーム | 2月9日 シーザーズ・スーパードーム | 2月9日 シーザーズ・スーパードーム |
|  |                                                      |                                                      |                                                      |                                                |                                  |                                  |                                  |                                |          |    |                                  |                                  |                                  |  |  | 2月9日 シーザーズ・スーパードーム | 2月9日 シーザーズ・スーパードーム | 2月9日 シーザーズ・スーパードーム |
|  |                                                      |                                                      |                                                      |                                                |                                  |                                  |                                  |                                |          |    |                                  |                                  |                                  |  |  | 2月9日 シーザーズ・スーパードーム | 2月9日 シーザーズ・スーパードーム | 2月9日 シーザーズ・スーパードーム |
|  |                                                      |                                                      |                                                      |                                                |                                  |                                  |                                  |                                |          |    |                                  |                                  |                                  |  |  | 2月9日 シーザーズ・スーパードーム | 2月9日 シーザーズ・スーパードーム | 2月9日 シーザーズ・スーパードーム |
|  | A1                                                   | チーフス                                             | 22                                                   |                                                |                                  |                                  |                                  |                                |          |    |                                  |                                  |                                  |  |  |                                   |                                   |                                   |
|  | A1                                                   | チーフス                                             | 22                                                   |                                                |                                  |                                  |                                  |                                |          |    |                                  |                                  |                                  |  |  |                                   |                                   |                                   |
|  |                                                      | N2                                                   | イーグルス                                           | 40                                             |                                  |                                  |                                  |                                |          |    |                                  |                                  |                                  |  |  |                                   |                                   |                                   |
|  |                                                      | N2                                                   | イーグルス                                           | 40                                             |                                  |                                  |                                  |                                |          |    |                                  |                                  |                                  |  |  |                                   |                                   |                                   |
|  | 第59回スーパーボウル                                 |                                                      |                                                      |                                                |                                  |                                  |                                  |                                |          |    |                                  |                                  |                                  |  |  |                                   |                                   |                                   |
|  |                                                      |                                                      |                                                      |                                                |                                  |                                  |                                  |                                |          |    |                                  |                                  |                                  |  |  |                                   |                                   |                                   |
|  |                                                      |                                                      |                                                      |                                                |                                  |                                  |                                  |                                |          |    |                                  |                                  |                                  |  |  |                                   |                                   |                                   |
|  | 6                                                    | コマンダース                                         | 23                                                   |                                                |                                  |                                  |                                  |                                |          |    |                                  |                                  |                                  |  |  |                                   |                                   |                                   |
|  | 6                                                    | コマンダース                                         | 23                                                   | 6                                              | コマンダース                     | 45                               |                                  |                                |          |    |                                  |                                  |                                  |  |  |                                   |                                   |                                   |
|  | 3                                                    | バッカニアーズ                                       | 20                                                   | 6                                              | コマンダース                     | 45                               |                                  |                                |          |    |                                  |                                  |                                  |  |  |                                   |                                   |                                   |
|  | 3                                                    | バッカニアーズ                                       | 20                                                   | 1                                              | ライオンズ                       | 31                               |                                  |                                |          |    |                                  |                                  |                                  |  |  |                                   |                                   |                                   |
|  | 2025年1月13日 ステートファーム・スタジアム           |                                                      |                                                      | 1                                              | ライオンズ                       | 31                               |                                  |                                |          |    |                                  |                                  |                                  |  |  |                                   |                                   |                                   |
|  | NFC                                                  |                                                      |                                                      |                                                |                                  |                                  |                                  |                                |          |    |                                  |                                  |                                  |  |  |                                   |                                   |                                   |
|  |                                                      |                                                      |                                                      |                                                |                                  |                                  |                                  |                                |          |    |                                  |                                  |                                  |  |  |                                   |                                   |                                   |
|  | 1月19日 リンカーン・フィナンシャル・フィールド       |                                                      |                                                      |                                                |                                  |                                  |                                  |                                |          |    |                                  |                                  |                                  |  |  |                                   |                                   |                                   |
|  |                                                      |                                                      |                                                      |                                                |                                  |                                  |                                  |                                |          |    |                                  |                                  |                                  |  |  |                                   |                                   |                                   |
|  | 6                                                    | コマンダース                                         | 23                                                   |                                                |                                  |                                  |                                  |                                |          |    |                                  |                                  |                                  |  |  |                                   |                                   |                                   |
|  | 6                                                    | コマンダース                                         | 23                                                   |                                                |                                  |                                  |                                  |                                |          |    |                                  |                                  |                                  |  |  |                                   |                                   |                                   |
|  |                                                      | 2                                                    | イーグルス                                           | 55                                             |                                  |                                  |                                  |                                |          |    |                                  |                                  |                                  |  |  |                                   |                                   |                                   |
|  |                                                      | 2                                                    | イーグルス                                           | 55                                             |                                  |                                  |                                  |                                |          |    |                                  |                                  |                                  |  |  |                                   |                                   |                                   |
|  | 5                                                    | バイキングス                                         | 9                                                    | NFCチャンピオンシップ                          | NFCチャンピオンシップ            | NFCチャンピオンシップ            |                                  |                                |          |    |                                  |                                  |                                  |  |  |                                   |                                   |                                   |
|  | 5                                                    | バイキングス                                         | 9                                                    | NFCチャンピオンシップ                          | NFCチャンピオンシップ            | NFCチャンピオンシップ            |                                  |                                |          |    |                                  |                                  |                                  |  |  |                                   |                                   |                                   |
|  | 4                                                    | ラムズ                                               | 27                                                   |                                                |                                  |                                  |                                  |                                |          |    |                                  |                                  |                                  |  |  |                                   |                                   |                                   |
|  | 4                                                    | ラムズ                                               | 27                                                   |                                                |                                  |                                  |                                  |                                |          |    |                                  |                                  |                                  |  |  |                                   |                                   |                                   |
|  | 2025年1月12日 リンカーン・フィナンシャル・フィールド | 2025年1月12日 リンカーン・フィナンシャル・フィールド | 2025年1月12日 リンカーン・フィナンシャル・フィールド | 4                                              | ラムズ                           | 22                               |                                  |                                |          |    |                                  |                                  |                                  |  |  |                                   |                                   |                                   |
|  | 2025年1月12日 リンカーン・フィナンシャル・フィールド | 2025年1月12日 リンカーン・フィナンシャル・フィールド | 2025年1月12日 リンカーン・フィナンシャル・フィールド | 4                                              | ラムズ                           | 22                               |                                  |                                |          |    |                                  |                                  |                                  |  |  |                                   |                                   |                                   |
|  | 2025年1月12日 リンカーン・フィナンシャル・フィールド | 2025年1月12日 リンカーン・フィナンシャル・フィールド | 2025年1月12日 リンカーン・フィナンシャル・フィールド |                                                | 2                                | イーグルス                       | 28                               |                                |          |    |                                  |                                  |                                  |  |  |                                   |                                   |                                   |
|  | 2025年1月12日 リンカーン・フィナンシャル・フィールド | 2025年1月12日 リンカーン・フィナンシャル・フィールド | 2025年1月12日 リンカーン・フィナンシャル・フィールド |                                                | 2                                | イーグルス                       | 28                               |                                |          |    |                                  |                                  |                                  |  |  |                                   |                                   |                                   |
|  | 7                                                    | パッカーズ                                           | 10                                                   |                                                |                                  |                                  |                                  |                                |          |    |                                  |                                  |                                  |  |  |                                   |                                   |                                   |
|  | 7                                                    | パッカーズ                                           | 10                                                   |                                                |                                  |                                  |                                  |                                |          |    |                                  |                                  |                                  |  |  |                                   |                                   |                                   |
|  | 2                                                    | イーグルス                                           | 22                                                   |                                                |                                  |                                  |                                  |                                |          |    |                                  |                                  |                                  |  |  |                                   |                                   |                                   |
|  | 2                                                    | イーグルス                                           | 22                                                   |                                                |                                  |                                  |                                  |                                |          |    |                                  |                                  |                                  |  |  |                                   |                                   |                                   |

## 成績

### NFC南地区
- NO:ニューオーリンズ・セインツ、ATL:アトランタ・ファルコンズ、CAR:カロライナ・パンサーズ、TB:タンパベイ・バッカニアーズ
- 数字：シード順
- v：スーパーボウル優勝
- s：スーパーボウル敗退
- c：カンファレンス決勝敗退
- d：ディビジョナルプレーオフ敗退
- w：ワイルドカードプレーオフ敗退
- 年表示の背景色が変わっている年はチームがスーパーボウルを制覇した年

| 年   | 地区優勝 | 地区優勝 | 地区優勝 | 地区優勝 | 2位     | 2位 | 2位 | 2位 | 3位     | 3位 | 3位 | 3位 | 4位    | 4位 | 4位 | 4位 |
| 年   | チーム   | 勝       | 負       | 分       | チーム  | 勝  | 負  | 分  | チーム  | 勝  | 負  | 分  | チーム | 勝  | 負  | 分  |
| ---- | -------- | -------- | -------- | -------- | ------- | --- | --- | --- | ------- | --- | --- | --- | ------ | --- | --- | --- |
| 2024 | TB (3w)  | 10       | 7        | 0        | ATL     | 8   | 9   | 0   | CAR     | 5   | 12  | 0   | NO     | 5   | 12  | 0   |
| 2023 | TB (4d)  | 9        | 8        | 0        | NO      | 9   | 8   | 0   | ATL     | 7   | 10  | 0   | CAR    | 2   | 15  | 0   |
| 2022 | TB (4w)  | 8        | 9        | 0        | NO      | 7   | 10  | 0   | ATL     | 7   | 10  | 0   | CAR    | 7   | 10  | 0   |
| 2021 | TB (2d)  | 13       | 4        | 0        | NO      | 9   | 8   | 0   | ATL     | 7   | 10  | 0   | CAR    | 5   | 12  | 0   |
| 2020 | NO (2d)  | 12       | 4        | 0        | TB (5v) | 11  | 5   | 0   | CAR     | 5   | 11  | 0   | ATL    | 4   | 12  | 0   |
| 2019 | NO (3w)  | 13       | 3        | 0        | ATL     | 7   | 9   | 0   | TB      | 7   | 9   | 0   | CAR    | 5   | 11  | 0   |
| 2018 | NO (1c)  | 13       | 3        | 0        | ATL     | 7   | 9   | 0   | CAR     | 7   | 9   | 0   | TB     | 5   | 11  | 0   |
| 2017 | NO (4d)  | 11       | 5        | 0        | CAR(5w) | 11  | 5   | 0   | ATL(6d) | 10  | 6   | 0   | TB     | 5   | 11  | 0   |
| 2016 | ATL(2s)  | 11       | 5        | 0        | TB      | 9   | 7   | 0   | NO      | 7   | 9   | 0   | CAR    | 6   | 10  | 0   |
| 2015 | CAR(1s)  | 15       | 1        | 0        | ATL     | 8   | 8   | 0   | NO      | 7   | 9   | 0   | TB     | 6   | 10  | 0   |
| 2014 | CAR(4d)  | 7        | 8        | 1        | NO      | 7   | 9   | 0   | ATL     | 6   | 11  | 0   | TB     | 2   | 14  | 0   |
| 2013 | CAR(2d)  | 12       | 4        | 0        | NO (6d) | 11  | 5   | 0   | ATL     | 4   | 12  | 0   | TB     | 4   | 12  | 0   |
| 2012 | ATL(1c)  | 13       | 3        | 0        | CAR     | 7   | 9   | 0   | NO      | 7   | 9   | 0   | TB     | 7   | 9   | 0   |
| 2011 | NO (3d)  | 13       | 3        | 0        | ATL(5w) | 10  | 6   | 0   | CAR     | 6   | 10  | 0   | TB     | 4   | 12  | 0   |
| 2010 | ATL(1d)  | 13       | 3        | 0        | NO (5w) | 11  | 5   | 0   | TB      | 10  | 6   | 0   | CAR    | 2   | 14  | 0   |
| 2009 | NO (1v)  | 13       | 3        | 0        | ATL     | 9   | 7   | 0   | CAR     | 8   | 8   | 0   | TB     | 3   | 13  | 0   |
| 2008 | CAR(2d)  | 12       | 4        | 0        | ATL(5w) | 11  | 5   | 0   | TB      | 9   | 7   | 0   | NO     | 8   | 8   | 0   |
| 2007 | TB (4w)  | 9        | 7        | 0        | CAR     | 7   | 9   | 0   | NO      | 7   | 9   | 0   | ATL    | 4   | 12  | 0   |
| 2006 | NO (2c)  | 10       | 6        | 0        | CAR     | 8   | 8   | 0   | ATL     | 7   | 9   | 0   | TB     | 4   | 12  | 0   |
| 2005 | TB (3w)  | 11       | 5        | 0        | CAR(5c) | 11  | 5   | 0   | ATL     | 8   | 8   | 0   | NO     | 3   | 13  | 0   |
| 2004 | ATL(2c)  | 11       | 5        | 0        | NO      | 8   | 8   | 0   | CAR     | 7   | 9   | 0   | TB     | 5   | 11  | 0   |
| 2003 | CAR(3s)  | 11       | 5        | 0        | NO      | 8   | 8   | 0   | TB      | 7   | 9   | 0   | ATL    | 5   | 11  | 0   |
| 2002 | TB (2v)  | 12       | 4        | 0        | ATL(6d) | 9   | 6   | 1   | NO      | 9   | 7   | 0   | CAR    | 7   | 9   | 0   |

### NFC西地区
- SF：サンフランシスコ・49ers、LA→RAM→StL：ロサンゼルス・ラムズ→セントルイス・ラムズ、ATL：アトランタ・ファルコンズ、NO：ニューオーリンズ・セインツ、CAR：カロライナ・パンサーズ、SEA：シアトル・シーホークス
- 1982年シーズンはストライキの影響により、地区別成績ではなくカンファレンス上位8チームがプレイオフ進出するルールであったが、ここでは地区別に変換して表記する。
- 括弧内の数字はプレイオフ出場時のシード順（シード制導入前は表記なし）、文字はv：スーパーボウル優勝、s：スーパーボウル敗退・カンファレンス優勝、c：カンファレンス決勝敗退、d：ディビジョナルプレーオフ敗退、w：ワイルドカードプレイオフ敗退。1982年についてはd：2回戦敗退、w：1回戦敗退。

| 年   | 地区優勝 | 地区優勝 | 地区優勝 | 地区優勝 | 2位     | 2位 | 2位 | 2位 | 3位    | 3位 | 3位 | 3位 | 4位    | 4位 | 4位 | 4位 | 5位    | 5位 | 5位 | 5位 |
| 年   | チーム   | 勝       | 負       | 分       | チーム  | 勝  | 負  | 分  | チーム | 勝  | 負  | 分  | チーム | 勝  | 負  | 分  | チーム | 勝  | 負  | 分  |
| ---- | -------- | -------- | -------- | -------- | ------- | --- | --- | --- | ------ | --- | --- | --- | ------ | --- | --- | --- | ------ | --- | --- | --- |
| 2001 | StL(1s)  | 14       | 2        | 0        | SF(5w)  | 12  | 4   | 0   | NO     | 7   | 9   | 0   | ATL    | 7   | 9   | 0   | CAR    | 1   | 15  | 0   |
| 2000 | NO(3d)   | 10       | 6        | 0        | StL(6w) | 10  | 6   | 0   | CAR    | 7   | 9   | 0   | SF     | 6   | 10  | 0   | ATL    | 4   | 12  | 0   |
| 1999 | StL(1v)  | 13       | 3        | 0        | CAR     | 8   | 8   | 0   | ATL    | 5   | 11  | 0   | SF     | 4   | 12  | 0   | NO     | 3   | 13  | 0   |
| 1998 | ATL(2s)  | 14       | 2        | 0        | SF(4d)  | 12  | 4   | 0   | NO     | 6   | 10  | 0   | CAR    | 4   | 12  | 0   | StL    | 4   | 12  | 0   |
| 1997 | SF(1c)   | 13       | 3        | 0        | CAR     | 7   | 9   | 0   | ATL    | 7   | 9   | 0   | NO     | 6   | 10  | 0   | StL    | 5   | 11  | 0   |
| 1996 | CAR(2c)  | 12       | 4        | 0        | SF(4d)  | 12  | 4   | 0   | StL    | 6   | 10  | 0   | ATL    | 3   | 13  | 0   | NO     | 3   | 13  | 0   |
| 1995 | SF(2d)   | 11       | 5        | 0        | ATL(6w) | 9   | 7   | 0   | StL    | 7   | 9   | 0   | CAR    | 7   | 9   | 0   | NO     | 7   | 9   | 0   |
| 1994 | SF(1v)   | 13       | 3        | 0        | NO      | 7   | 9   | 0   | ATL    | 7   | 9   | 0   | RAM    | 4   | 12  | 0   |        |     |     |     |
| 1993 | SF(2c)   | 10       | 6        | 0        | NO      | 8   | 8   | 0   | ATL    | 6   | 10  | 0   | RAM    | 5   | 11  | 0   |        |     |     |     |
| 1992 | SF(1c)   | 14       | 2        | 0        | NO(4w)  | 12  | 4   | 0   | ATL    | 6   | 10  | 0   | RAM    | 6   | 10  | 0   |        |     |     |     |
| 1991 | NO(3w)   | 11       | 5        | 0        | ATL(6d) | 10  | 6   | 0   | SF     | 10  | 6   | 0   | RAM    | 3   | 13  | 0   |        |     |     |     |
| 1990 | SF(1c)   | 14       | 2        | 0        | NO(6w)  | 8   | 8   | 0   | RAM    | 5   | 11  | 0   | ATL    | 5   | 11  | 0   |        |     |     |     |
| 1989 | SF(1v)   | 14       | 2        | 0        | RAM(5c) | 11  | 5   | 0   | NO     | 9   | 7   | 0   | ATL    | 3   | 13  | 0   |        |     |     |     |
| 1988 | SF(2v)   | 10       | 6        | 0        | RAM(5w) | 10  | 6   | 0   | NO     | 10  | 6   | 0   | ATL    | 5   | 11  | 0   |        |     |     |     |
| 1987 | SF(1d)   | 13       | 2        | 0        | NO(4w)  | 12  | 3   | 0   | RAM    | 6   | 9   | 0   | ATL    | 3   | 12  | 0   |        |     |     |     |
| 1986 | SF(3d)   | 10       | 5        | 1        | RAM(5w) | 10  | 6   | 0   | ATL    | 7   | 8   | 1   | NO     | 7   | 9   | 0   |        |     |     |     |
| 1985 | RAM(2c)  | 11       | 5        | 0        | SF(5w)  | 10  | 6   | 0   | NO     | 5   | 11  | 0   | ATL    | 4   | 12  | 0   |        |     |     |     |
| 1984 | SF(1v)   | 15       | 1        | 0        | RAM(4w) | 10  | 6   | 0   | NO     | 7   | 9   | 0   | ATL    | 4   | 12  | 0   |        |     |     |     |
| 1983 | SF(2c)   | 10       | 6        | 0        | RAM(5d) | 9   | 7   | 0   | NO     | 8   | 8   | 0   | ATL    | 7   | 9   | 0   |        |     |     |     |
| 1982 | ATL(5w)  | 5        | 4        | 0        | NO      | 4   | 5   | 0   | SF     | 3   | 6   | 0   | RAM    | 2   | 7   | 0   |        |     |     |     |
| 1981 | SF(1v)   | 13       | 3        | 0        | ATL     | 7   | 9   | 0   | LA     | 6   | 10  | 0   | NO     | 4   | 12  | 0   |        |     |     |     |
| 1980 | ATL(1d)  | 12       | 4        | 0        | LA(5w)  | 11  | 5   | 0   | SF     | 6   | 10  | 0   | NO     | 1   | 15  | 0   |        |     |     |     |
| 1979 | LA(3s)   | 9        | 7        | 0        | NO      | 8   | 8   | 0   | ATL    | 6   | 10  | 0   | SF     | 2   | 14  | 0   |        |     |     |     |
| 1978 | LA(1c)   | 12       | 4        | 0        | ATL(4d) | 9   | 7   | 0   | NO     | 7   | 9   | 0   | SF     | 2   | 14  | 0   |        |     |     |     |
| 1977 | LA(2d)   | 10       | 4        | 0        | ATL     | 7   | 7   | 0   | SF     | 5   | 9   | 0   | NO     | 3   | 11  | 0   |        |     |     |     |
| 1976 | LA(3c)   | 10       | 3        | 1        | SF      | 8   | 6   | 0   | ATL    | 4   | 10  | 0   | NO     | 4   | 10  | 0   | SEA    | 2   | 12  | 0   |
| 1975 | LA(2c)   | 12       | 2        | 0        | SF      | 5   | 9   | 0   | ATL    | 4   | 10  | 0   | NO     | 2   | 12  | 0   |        |     |     |     |
| 1974 | LA(c)    | 10       | 4        | 0        | SF      | 6   | 8   | 0   | NO     | 5   | 9   | 0   | ATL    | 3   | 11  | 0   |        |     |     |     |
| 1973 | LA(d)    | 12       | 2        | 0        | ATL     | 9   | 5   | 0   | SF     | 5   | 9   | 0   | NO     | 5   | 9   | 0   |        |     |     |     |
| 1972 | SF(d)    | 8        | 5        | 1        | ATL     | 7   | 7   | 0   | LA     | 6   | 7   | 1   | NO     | 2   | 11  | 1   |        |     |     |     |
| 1971 | SF(c)    | 9        | 5        | 0        | LA      | 8   | 5   | 1   | ATL    | 7   | 6   | 1   | NO     | 4   | 8   | 2   |        |     |     |     |
| 1970 | SF(c)    | 10       | 3        | 1        | LA      | 9   | 4   | 1   | ATL    | 4   | 8   | 2   | NO     | 2   | 11  | 1   |        |     |     |     |

### NFL東カンファレンス・キャピトル地区
- DAL:ダラス・カウボーイズ、WAS:ワシントン・レッドスキンズ、PHI:フィラデルフィア・イーグルス、NO:ニューオーリンズ・セインツ
- 括弧内の文字はc：カンファレンス決勝敗退
- プレイオフは地区優勝チームのみ出場

| 年   | 地区優勝 | 地区優勝 | 地区優勝 | 地区優勝 | 2位    | 2位 | 2位 | 2位 | 3位    | 3位 | 3位 | 3位 | 4位    | 4位 | 4位 | 4位 |
| 年   | チーム   | 勝       | 負       | 分       | チーム | 勝  | 負  | 分  | チーム | 勝  | 負  | 分  | チーム | 勝  | 負  | 分  |
| ---- | -------- | -------- | -------- | -------- | ------ | --- | --- | --- | ------ | --- | --- | --- | ------ | --- | --- | --- |
| 1969 | DAL(c)   | 11       | 2        | 1        | WAS    | 7   | 5   | 2   | NO     | 5   | 9   | 0   | PHI    | 4   | 9   | 1   |

### NFL東カンファレンス・センチュリー地区
- PIT:ピッツバーグ・スティーラーズ、CLE:クリーブランド・ブラウンズ、StL:セントルイス・カージナルス、NO:ニューオーリンズ・セインツ
- 括弧内の文字はn：NFL決勝敗退・カンファレンス優勝
- プレイオフは地区優勝チームのみ出場

| 年   | 地区優勝 | 地区優勝 | 地区優勝 | 地区優勝 | 2位    | 2位 | 2位 | 2位 | 3位    | 3位 | 3位 | 3位 | 4位    | 4位 | 4位 | 4位 |
| 年   | チーム   | 勝       | 負       | 分       | チーム | 勝  | 負  | 分  | チーム | 勝  | 負  | 分  | チーム | 勝  | 負  | 分  |
| ---- | -------- | -------- | -------- | -------- | ------ | --- | --- | --- | ------ | --- | --- | --- | ------ | --- | --- | --- |
| 1968 | CLE(n)   | 10       | 4        | 0        | StL    | 9   | 4   | 1   | NO     | 4   | 9   | 1   | PIT    | 2   | 11  | 1   |

### NFL東カンファレンス・キャピトル地区
- DAL:ダラス・カウボーイズ、WAS:ワシントン・レッドスキンズ、PHI:フィラデルフィア・イーグルス、NO:ニューオーリンズ・セインツ
- 括弧内の文字はn：NFL決勝敗退・カンファレンス優勝
- プレイオフは地区優勝チームのみ出場

| 年   | 地区優勝 | 地区優勝 | 地区優勝 | 地区優勝 | 2位    | 2位 | 2位 | 2位 | 3位    | 3位 | 3位 | 3位 | 4位    | 4位 | 4位 | 4位 |
| 年   | チーム   | 勝       | 負       | 分       | チーム | 勝  | 負  | 分  | チーム | 勝  | 負  | 分  | チーム | 勝  | 負  | 分  |
| ---- | -------- | -------- | -------- | -------- | ------ | --- | --- | --- | ------ | --- | --- | --- | ------ | --- | --- | --- |
| 1967 | DAL(n)   | 9        | 5        | 0        | PHI    | 6   | 7   | 1   | WAS    | 5   | 6   | 3   | NO     | 3   | 11  | 0   |

## 主な選手

### 永久欠番
| ニューオーリンズ・セインツ 永久欠番一覧 |                  |             |            |           |
| 背番号                                  | 選手             | 選手        | ポジション | 在籍期間  |
| 31                                      | ジム・テイラー   | Jim Taylor  | FB         | 1967      |
| 81                                      | ダグ・アトキンス | Doug Atkins | DE         | 1967–1969 |

### プロフットボール殿堂入り
| プロフットボール殿堂入りメンバー一覧 |                        |                 |              |           |        |
| 選手                                 |                        |                 |              |           |        |
| 背番号                               | 名前                   | 名前            | ポジション   | 在籍期間  | 選出年 |
| 31                                   | ジム・テイラー         | Jim Taylor      | FB           | 1967      | 1976   |
| 81                                   | ダグ・アトキンス       | Doug Atkins     | DE           | 1967–1969 | 1982   |
| 35                                   | アール・キャンベル     | Earl Campbell   | RB           | 1984–1985 | 1991   |
| 57                                   | リッキー・ジャクソン   | Rickey Jackson  | LB           | 1981–1993 | 2010   |
| 77                                   | ウィリー・ローフ       | Willie Roaf     | OT           | 1993–2001 | 2012   |
| 16                                   | ケン・ステイブラー     | Ken Stabler     | QB           | 1982–1984 | 2016   |
| 7                                    | モーテン・アンダーセン | Morten Andersen | K            | 1982–1994 | 2017   |
| コーチ・エグゼクティブ               |                        |                 |              |           |        |
| 名前                                 | 名前                   | 名前            | 役職         | 在籍期間  | 選出年 |
| トム・フィアーズ                     | トム・フィアーズ       | Tom Fears       | ヘッドコーチ | 1967–1970 | 1970   |
| マイク・ディトカ                     | マイク・ディトカ       | Mike Ditka      | ヘッドコーチ | 1997–1999 | 1988   |
| ジム・フィンクス                     | ジム・フィンクス       | Jim Finks       | GM           | 1986–1993 | 1995   |
| ハンク・ストラム                     | ハンク・ストラム       | Hank Stram      | ヘッドコーチ | 1976–1977 | 2003   |
| ディック・スタンフェル               | ディック・スタンフェル | Dick Stanfel    | ヘッドコーチ | 1980      | 2016   |

1. ↑  殿堂入りの理由は1948年から1956年までの選手としての実績
2. ↑  殿堂入りの理由は1961年から1972年までの選手としての実績

### リング・オブ・オナー
- アーチー・マニング - 2013年選出
- リッキー・ジャクソン  - 2013年選出
- ウィリー・ローフ - 2013年選出
- モーテン・アンダーセン - 2015年選出
- トム・ベンソン - 2019年選出
- ウィル・スミス - 2019年選出
- サム・ミルズ - 2021年選出

### 個人賞
- スーパーボウルMVP - ドリュー・ブリーズ（第44回）

## 歴代ヘッドコーチ
- トム・フィアーズ (1967-1970)
- J・D・ロバーツ (1970-1972)
- ジョニー・ノース (1973-1975)
- アーニー・ヘフェール (1975)
- ハンク・ストラム (1976-1977)

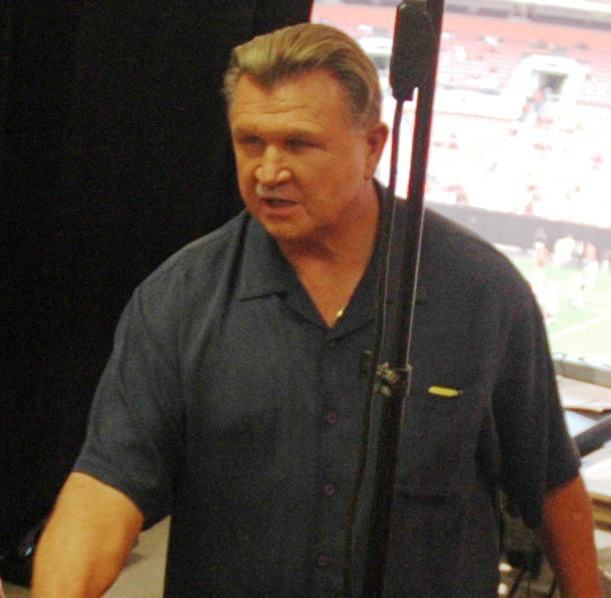
マイク・ディトカ

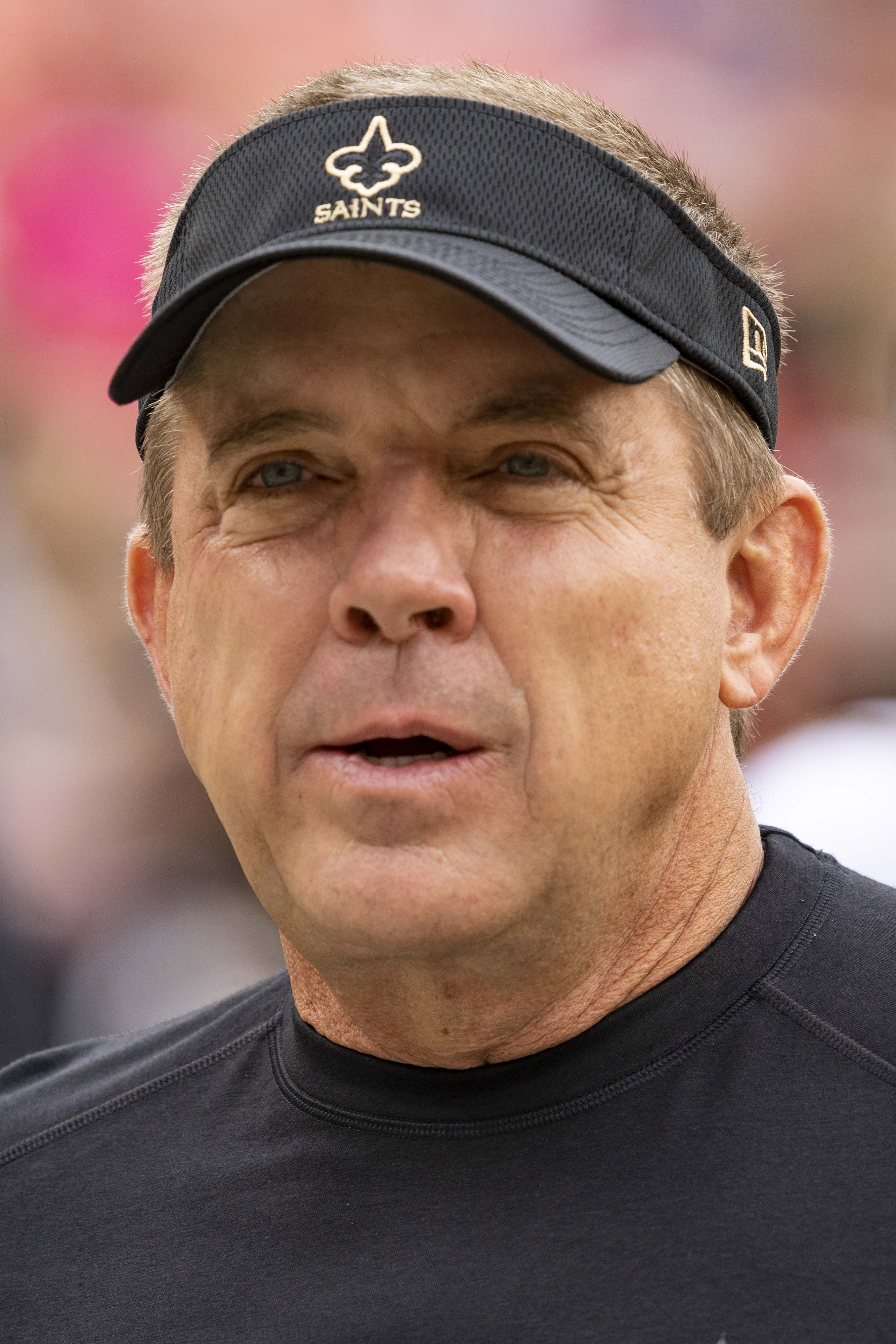
ショーン・ペイトン

- ディック・ノーラン (1978-1980)
- ディック・スタンフェル (1980)
- バム・フィリップス (1981-1985)
- ウェイド・フィリップス (1985)
- ジム・E・モーラ (1986-1996)
- リック・ベンチュリ (1996)
- マイク・ディトカ (1997-1999)
- ジム・ハスレット (2000-2005)
- ショーン・ペイトン (2006-2011)
- アーロン・クローマー (2012)
- ジョー・ビット (2012)
- ショーン・ペイトン (2013-2021)
- デニス・アレン (2022-2024)
- ダレン・リッジ (2024) (暫定)
- ケレン・ムーア (2025-)

## ギャラリー

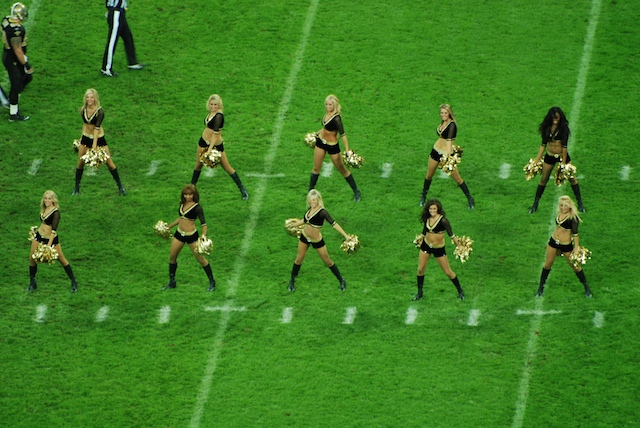
チアリーダーのセンセーションズ
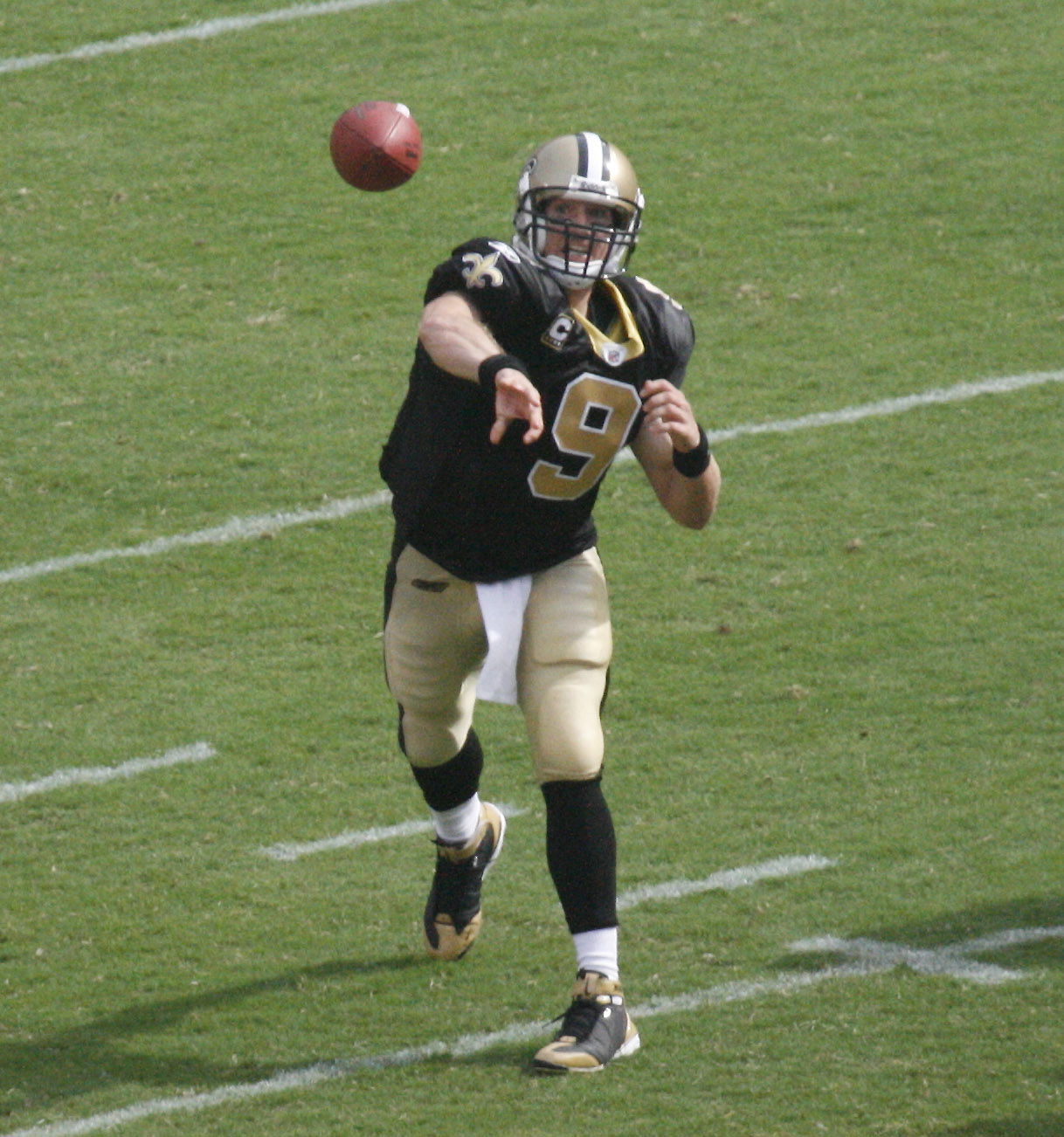
ドリュー・ブリーズ
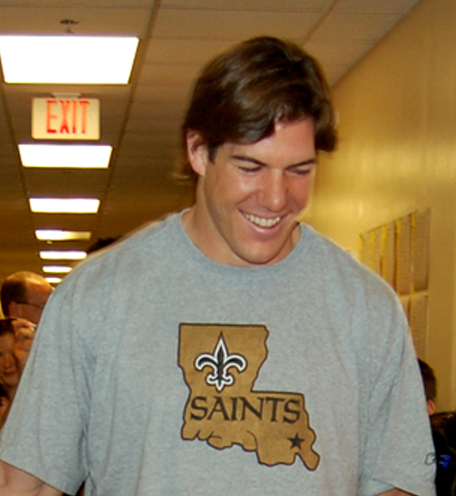
スコット・フジタ
2007年タイガースタジアムでのホームゲーム